# Congrès indien sud-africain
Le Congrès sud-africain indien ou Congrès indien d'Afrique du Sud (South African Indian Congress - SAIC - en anglais) est un ancien parti politique d'Afrique du Sud, représentant la communauté indienne.
En 1946, le SAIC s'engage contre une loi restreignant le droit des Indiens à la propriété. En 1952, il s’allie au Congrès national africain (ANC) pour lancer la campagne de défiance contre l'apartheid et la ségrégation raciale puis participe à l'Alliance du Congrès.

## Historique
À la suite de l'abolition de l'esclavage dans la colonie du Cap, des dizaines de milliers d'Indiens pauvres, généralement Gujaratis, furent embauchés pour travailler dans les colonies britanniques d'Afrique du Sud, d'abord dans les champs puis dans les mines. La majorité d'entre eux furent néanmoins employé dans la colonie du Natal. Ils ne disposent alors d'aucun droit civique.
À la suite de l'action pacifiste de Mohandas Karamchand Gandhi et du Natal Indian Congress contre les lois raciales (1893-1913), le congrès indien d’Afrique du Sud est officieusement fondé en janvier 1919 au Cap pour porter et défendre au niveau national les intérêts de la communauté indienne face aux pratiques discriminatoires. Il prend alors la suite du Natal Indian Congress, du Transvaal British Indian Association et du Cape British Indian Council. La création du SAIC a lieu aussi pour unifier la défense de la communauté indienne face à la montée de l'agitation anti-asiatique de la communauté européenne et aux démarches entreprises pour promulguer de nouvelles ségrégationnistes contre les Indiens. Ce n'est pourtant que lors de la troisième conférence nationale des organisations indiennes, ouverte par le maire de Durban, qu'est formellement établi le Congrès sud-africain indien (1923). Le mode d'action du SAIC consiste alors à présenter des pétitions aux députés et au gouvernement sud-africain et à effectuer des appels à l'aide au gouvernement de l'Inde, alors sous contrôle britannique.
Durant les années 1930 et 1940, les dirigeants de la SAIC sont cependant défiés par des militants radicaux, tels Yusuf Dadoo, qui prônent une résistance non violente contre les lois et pratiques raciales ainsi que la coopération avec les mouvements de représentation des communautés bantoues et coloured.
En 1945, ces militants entrent au conseil de direction du Natal Indian Congress et, l'année suivante, à celui du Congrès indien du Transvaal. De 1946 à 1948, ces deux congrès provinciaux mènent des campagnes de résistance passive pour protester contre une loi restreignant la propriété foncière indienne. Environ 2 000 personnes sont arrêtées. Ils protestent également contre la franchise électorale parlementaire qui leur donne une représentation inférieure à celle des Blancs d'Afrique du Sud. La campagne est marquée par la rupture des relations commerciales entre l'Afrique du Sud et le gouvernement indien qui appuie les manifestants.
Le 9 mars 1947, le Congrès indien du Transvaal et celui du Natal signent un pacte de coopération avec le Congrès national africain (ANC). Les deux dirigeants indiens, G.M. Naicker et Yusuf Dadoo, se rendent alors en Inde pour consulter les dirigeants indiens sur la situation en Afrique du Sud et assister à la Conférence sur les relations asiatiques.
En septembre 1948, Dadoo et Naicker sont élus à la tête du SAIC.
En 1952, un comité mixte de planification est mis en place entre les représentants de l'ANC, ceux du SAIC et un député indien, Ismael Cachalia, afin de mener à bien les actions de désobéissance civile entrepris dans le cadre de la campagne de défiance. Manilal Gandhi et Patrick Duncan, fils d'un ancien gouverneur général, participent aux manifestations et sont arrêtés.
Le SAIC participe ensuite à l'Alliance du Congrès et à la rédaction de la Charte de la liberté. Plusieurs de ses membres sont arrêtés et accusés dans le cadre du procès de la trahison.
Bien que non visé par un ordre d'interdiction, le SAIC se dissout sans aucun formalisme au début des années 1960, alors que le Congrès national africain entre dans la clandestinité pour poursuivre la lutte contre l'apartheid.